# 語意考
『語意考』（ごいこう）は、江戸時代の国学者・賀茂真淵の語学書。古語研究に関する考え方や原理について述べたものである。

## 概要

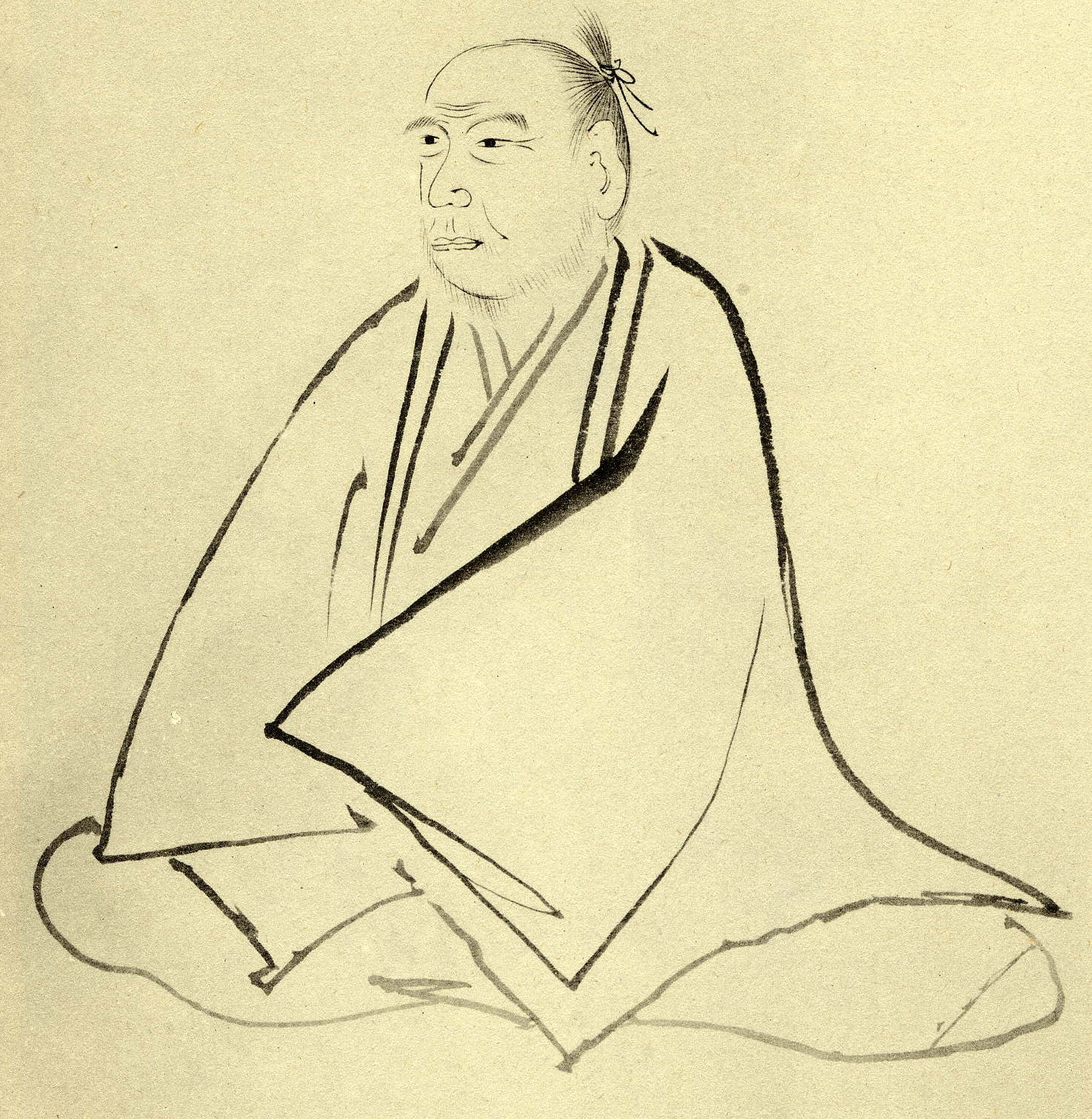
真淵は「日本語は他国の言語よりも優秀である」と認識しており、本書中にはそうした言語観が色濃く反映されている。

真淵の数ある著作のうち、古歌について論じた『歌意考』、古書について論じた『書意考』、古文について論じた『文意考』、古道について論じた『国意考』があり、本書はそれらと共に「五意」と総称される著作の1つである。真淵没後の1789年（寛政元年）に刊行された。
真淵は荷田春満の精神を継承して古語理解を重要な研究手段としているが、『語意考』にも春満の説を根底としながら解釈の指針を示そうとしている。真淵の語学は古代精神の把握の手段であり、その結果として古典言語に対する直観・体験・体現といった傾向が重んじられたのである。

## 内容
真淵は五十音図の枠組みに基づいて動詞の活用を説いている。5つの段について、ア段を「初」、イ段を「体」、ウ段を「用」、エ段を「令」、オ段を「助」と名付け、それぞれについて説明した後に、五十音図の各行に活用する動詞の具体例を挙げて、その活用の在り方を図表の形に整理している。挙げられている語形の中には、現実には存在しないものも幾つか含まれているが、それは図表の目的とするところが動詞の活用そのものを実証的な立場から整理することではなく、その活用を通じて五十音図を音義説的な立場から解釈することにあったことを窺わせる。
なお五十音図によって動詞の活用を整理しようとする試みは、ほぼ同時期に谷川士清が『日本書紀通証』に示した「倭語通音」においてもなされており、その先後関係が問題とされているが、いずれにせよ五十音図によって動詞の活用の体系的に整理した先駆けとして評価される。「活用図の源流」というよりは「五十音図の音義的解釈」と見るべきものであるが、活用についての一応まとまった考察が初めて出現した点において史的価値があるのである。
語形変化も五十音図に当てはめて説明している。真淵は「語形の変化は、縮める（約）か、延ばすか、略するか、音通（母音または子音の交替）かによって生じる」という考えから、語の本義を求めて転化を説明するための方法として、「約言」「延言」「略言」「転回通」の4原則を示した。たとえば「あわうみ（淡海）→あふみ」（約言）、「見る→見らく」（延言）、「たかあし（高脚）→高し」（略言）、「うらぶれ→わび」（転回通）と説明している。これは「延約通略」の説と呼ばれ、以後の語源学に応用された。

## 受容
真淵の五十音思想は、平田篤胤の『古史本辞経』などに引用されている。とりわけ「延約通略」の方法論は、その後の日本語研究に応用されるほどの影響力があったが、恣意的な側面も少なくなかった。この弊害を正そうと、村田春海『五十音弁誤』、大国隆正が『通略延約弁』、鹿持雅澄『雅言成法』などの研究書が出ている。

## 注解刊行本
- 平重道・阿部秋生校注『近世神道論・前期國學』岩波書店〈日本思想大系39〉、1972年
- 『賀茂真淵全集』第19巻、続群書類従完成会、1980年
- 神道大系編纂会『神道大系 論説編24：復古神道2 賀茂真淵』（太田善麿校注）1988年